# 2001年千葉県知事選挙
2001年千葉県知事選挙（にせんいちねんちばけんちじせんきょ）は、2001年3月25日に執行された千葉県知事選挙である。

## 概要
この選挙は2001年4月4日の沼田武知事の任期満了に伴って行われた。2001年3月8日に告示され、3月25日に投票された。これらの日程は2000年12月26日の千葉県選挙管理委員会の決定による。
定数1に対して5名が立候補した。結果は新人の堂本暁子が当選した。
有権者数は4,672,380人、投票者数は1,723,195人で、投票率は36.88%であった。

## 立候補者
立候補届出順、2001年3月8日現在のもの、（ ）内は通称を表す。
| 候補者名               | 生年月日      | 年齢 | 性別 | 所属党派 | 新現元別 | 備考                 |
| ---------------------- | ------------- | ---- | ---- | -------- | -------- | -------------------- |
| 若井康彦（わかい康彦） | 1946年3月1日  | 55   | 男   | 無所属   | 新       | 会社役員             |
| 河野泉                 | 1940年6月18日 | 60   | 男   | 無所属   | 新       | 医師                 |
| 岩瀬良三（いわせ良三） | 1933年8月20日 | 67   | 男   | 無所属   | 新       | 無職（元参議院議員） |
| 門田正則（かどた正則） | 1947年5月7日  | 53   | 男   | 無所属   | 新       | 会社員（元船橋市議） |
| 堂本暁子（堂本あき子） | 1932年7月31日 | 68   | 女   | 無所属   | 新       | 無職（元参議院議員） |

## 投票結果
投票結果を得票数順に以下に記す。
| 順位 | 候補者名 | 得票数  | 当落の別 | 推薦・支持                     |
| ---- | -------- | ------- | -------- | ------------------------------ |
| 1    | 堂本暁子 | 491,205 | 当選     |                                |
| 2    | 岩瀬良三 | 472,325 | 落選     | 自民党・保守党推薦、公明党支持 |
| 3    | 若井康彦 | 428,153 | 落選     | 民主党・社民党・連合千葉推薦   |
| 4    | 河野泉   | 240,271 | 落選     | 共産党推薦                     |
| 5    | 門田正則 | 53,865  | 落選     |                                |

## 選挙の論点
5期20年もの間、千葉県知事を務め、引退を表明した沼田武知事の後継を決める選挙。

## 経過
5期20年務めた沼田武知事の引退表明により、自民民主両党の候補者選びは難航した。
民主党は都市計画プランナーの若井康彦の推薦を決めたが、自民党は岩瀬良三参議院議員が出馬の意向を示すも、岩瀬が新進党からの鞍替え組であることから一部県議が反発するなど混乱が続いた。
政党の混乱に対して、無党派層の取り込みを図る堂本暁子参議院議員が出馬を表明し、共産党が推す河野泉らを加えて5人の争いとなった。